# Université de Stockholm

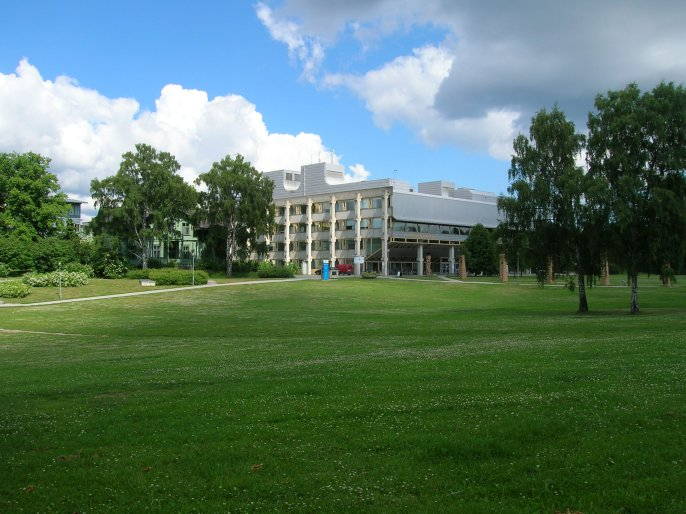
Le laboratoire Arrhenius sur le campus principal de l'université de Stockholm à Frescati.

L’université de Stockholm, ou Stockholms universitet, est une université publique, à Stockholm en Suède. Elle a été fondée en 1878 et compte environ 33 000 étudiants se répartissant dans 4 facultés. L'université de Stockholm représente un des plus importants employeurs de la région de Stockholm avec un effectif de 5 000 personnes.

## Classement international
L'université de Stockholm est classée 78e au classement mondial 2014 « Academic Ranking of World Universities » de l'université Jiao-tong de Shanghai qui classe 6 000 écoles et universités en fonction du volume et de la qualité de leurs publications électroniques.
Le classement de Shanghai reste cependant notablement discuté dans sa méthodologie car il favorise inéquitablement les publications en langue anglaise et les universités ayant une forte coloration scientifique.

## L'année universitaire
L'année universitaire suédoise est divisée en deux semestres : l’un commence fin janvier et se termine début juin et l’autre commence fin août et se termine fin janvier.

## Relations internationales
L'université est membre de l’université de l'Arctique. UArctic est un réseau international d’universités, d’instituts de recherche et d’organisations ayant pour but de promouvoir, coordonner et soutenir la recherche ainsi que l’éducation en régions arctiques.

## Facultés
- Sciences naturelles
- Droit, depuis 1907
- Humanités, depuis 1920
- Sciences sociales, depuis 1964
- School of Business

## Personnalités liées à l'université

### Étudiants
- Ivar Fredholm, (1866-1927) mathématicien.
- Hans von Euler-Chelpin (1873-1964), prix Nobel de chimie 1929.
- Dag Hammarskjöld (1905-1961), Secrétaire général des Nations unies de 1953 à 1961. Doctorat d'économie en 1933.
- Olof Palme (1927-1986), Premier ministre suédois de 1969 à 1976 et de 1982 à 1986. Études de droit.
- Andréas Papandréou (1919-1996), Premier ministre grec de 1981 à 1989 et de 1993 à 1996.
- Ingmar Bergman (1918-2007), cinéaste.
- Tomas Tranströmer (1931-2015), poète. Diplôme de psychologie (1956).
- Hans Blix (1928-), directeur général de l'Agence internationale de l'énergie atomique de 1981 à 1997.
- Horace Engdahl (1948-), secrétaire permanent de l'Académie suédoise de 1999 à 2009.
- Giórgos Papandréou (1952-), fils d'Andréas Papandréou, Premier ministre grec de 2009 à 2011.
- Bent Hamer (1956-), cinéaste norvégien.
- Ilze Brands Kehris (1960-), politologue et diplomate lettone.
- Elisabeth Isaksson (1961-), glaciologue et géologue.
- Mia Brunell (1965-), femme d'affaires.
- Beatrice Fihn (1982-), dirigeante de l'organisation non gouvernementale Campagne internationale pour l'abolition des armes nucléaires (ICAN), Prix Nobel de la paix 2017.
- Hanna Hartman